# Aunus-ekspeditionen
Aunus-ekspeditionen var finske frivilliges forsøg på besætte dele af Østkarelen under den russiske borgerkrig i 1919. Aunus (russisk: Olonets) er en by i Karelen nær Ladogas østlige bred. Aunus-ekspeditionen var en af flere finske "venskabskrige" (heimosota), hvor finner støttede de finsk-ugriske broderfolk mod bolsjevikkerne i tiden efter oktoberrevolutionen.

## Baggrund
Efter borgerkrigen i Finland blev det diskuteret offentligt, om Østkarelen burde forenes med det nye, uafhængige Finland. Karelerne er et finsk-ugrisk folk, men den østlige del af Karelen (også kaldet Fjernkarelen) havde aldrig været en del af det svenske rige eller Storhertugdømmet Finland.
I februar 1918 skrev general Mannerheim, kommandør over den hvide garde i den finske borgerkrig, sin berømte dagsbefaling om, at han ikke ville sætte sit sværd i skeden, før Østkarelen var befriet for russisk kontrol.
Tidligere forsøg i 1918 var slået fejl, således ekspeditionen til Petsamo og Viena-ekspeditionen, til dels på grund af manglende interesse hos karelerne. Senere besatte briterne det nordlige Karelen.
I løbet af sommeren 1918 fremsatte grænsekommuner i Østkarelen opfordringer til den finske regering om at slutte området til Finland. Især i sognet Repola var man meget aktiv, og man afholdt en folkeafstemning om tilslutning til Finland. Den finske hær besatte Repola i efteråret 1918, og i januar 1919 besatte en lille gruppe frivillige Porajärvi, men blev hurtigt drevet bort af bolsjevikiske styrker. Porajärvi stemte den 7. januar også for at tilslutte sig Finland.
I februar 1919 tilbød Mannerheim vestmagterne og de hvide russiske styrker, at Finland ville angribe bolsjevikkerne i Sankt Petersborg, hvis man fik materiel og moralsk støtte. Imens blev Aunus-ekspeditionen planlagt og major Gunnar von Herzen blev udpeget til at lede de 1.000 finske frivillige. Han regnede med, at ekspeditionen ville blive en succes, men kun hvis karelerne ville tilslutte sig kampen. Mannerheim godkendte planen, men krævede at briterne også skulle godkende den.

## Ekspeditionen
Ekspeditionen krydsede grænsen om natten den 21. april 1919. Målene var at erobre Lotinanpelto, Petrozavodsk og jernbanen til Murmansk. Tropperne deltes i tre grupper. Den sydlige gruppe nåede til Lotinanpelto på blot tre dage, men blev drevet tilbage bag floden Tuulos af bolsjevikiske tropper. Den nordlige gruppe erobrede Prääsä. Det stod nu klart at der ikke var tilstrækkelig mange tropper til at nå ekspeditionens mål. En ny rekruttering efter endnu 2.000 frivillige blev sat i værk, og Mannerheim udpegede Aarne Sihvo til ny kommandør.
Major Paavo Talvelas regiment startede et angreb på Petrozavodsk den 20. juni men blev slået af bolsjevikkerne og de finske røde tropper uden for byen. De britiske tropper, som lå langs Murmansk-jernbanen, var i nærheden, men holdt sig neutrale.
Finnerne havde håbet, at den karelske befolkning ville slutte sig til tropperne som frivillige, men det gjorde kun få, og deres moral var aldrig særlig høj.
Initiativet gik nu over til bolsjevikkerne. Den 26. juni landede over 600 finner fra den røde officersskole i Sankt Petersborg ved Vitele på den anden side af Ladoga, bag de finske linjer. Den sydlige gruppe blev tvunget til at trække sig tilbage til Finland efter at have lidt store tab. Talvelas gruppe blev også tvunget til at trække sig tilbage til Finland.

## Resultat
Det eneste efterspil til ekspeditionen var, at sognet Porajärvi den 6. juni erklærede ønske om at blive en del af Finland, ligesom sognet Repola allerede havde gjort i 1918. Den regulære finske hær rykkede ind og besatte sognet. I Tartu-freden i 1920 enedes Finland og Sovjetunionen om en grænsedragning. Repola og Porajärvi forblev på den russiske side af grænsen, og de finske tropper skulle trækkes tilbage inden 14. februar 1921. Den unge politichef i Repola, Bobi Sivén, skød sig selv i protest.